# Erik Ulfsparre af Broxvik
Erik Ulfsparre af Broxvik, död 1633, var en svensk häradshövding.

## Biografi
Erik Ulfsparre af Broxvik var son till Måns Eriksson Ulfsparre. Han var 1609–1610 och 1624–1633 häradshövding i Allbo härad. Mellan 4 april 1609 och 1611 var han ståthållare på Jönköpings slott. Ulfsparre blev 1613 hovjunkare hos Gustaf II Adolf. 23 september 1622 blev han assessor i Svea hovrätt. Ulfsparre introducerades tillsammans med Peder Göransson Ulfsparre under nummer 13 och kom att ändras till nummer 9. Ätten fick sedan namnet Ulfsparre af Broxvik. I februari 1633 anmälde han sig till riksdagen men avled samma år. Arvskifte efter honom hölls fjärdedag jul på Källunda i Kärda socken.
Han ärvde gården Källunda i Kärda socken efter sin far år 1595. Den 16 april 1613 fick han gården Torois bol (28 mantal) i Letala socken, Finland. Genom sitt gifte 1627 fick han gården Hovgård 12⁄2 i Älghults socken.

### Familj
Ulfsparre gifte sig första gången 15 januari 1609 på Stockholms slott med Margareta Fleming. Hon var dotter till ståthållaren Lars Fleming och Anna Henriksdotter (Horn af Kanckas). De fick tillsammans barnen Lars, Måns (död 1659), Christoffer (död som ung), Märta (levde 1678), Anna (1692), Magdalena och ett okänt barn (fött 1614).
Ulfsparre gifte sig andra gången 1 november 1627 på Stensnäs, Ryssby socken med Agneta Grip (död 1650). Hon var dotter till ståthållaren Christoffer Andersson Grip och Getrud Ulfsdotter Snakenborg (Bååt).